# フォンドリエスト
フォンドリエスト(Fondriest)は、
イタリアのプロロードレーサー、マウリツィオ・フォンドリエストが
1991年に立ち上げた自転車のフレームのブランド。実際の経営は兄のフランチェスコ・フォンドリエストが指揮をとっていた。
そして2006年にサイクリ・エスペリア(Cicli Esperia Spa)と合弁して、傘下のブランドとなる。
2001年のジロ・デ・イタリアは、フォンドリエストのバイクを駆るランプレのジルベルト・シモーニが優勝し念願のグランツール初制覇となった。